# اوتن
أوتن أو بلدية أوتن (بالتاغالوغية: Bayan ng Oton)‏ هي بلدية في مقاطعة إلويلو، الفلبين. تأسست عام 1566، يبلغ عدد سكانها 98509 نسمة حسب تعداد عام 2020، مما يجعلها المدينة الأكثر اكتظاظًا بالسكان في المقاطعة وجزيرة باناي بأكملها.

## جغرافية
تبلغ مساحتها 11 كيلومتر (6.8 ميل) طولًا الى الغرب من مدينة إيلويلو، يحدها من الغرب بلدية تيجباوان، ومن الشمال مدينة سان ميغيل، ومن الشمال الشرقي مدينة بافيا، ومن الجنوب خليج باناي، ومن الشرق منطقة أريفالو. تنقسم سياسيًا إلى 37 منطقة.

### مناخ
| البيانات المناخية لـبلدية أوتن    | البيانات المناخية لـبلدية أوتن | البيانات المناخية لـبلدية أوتن | البيانات المناخية لـبلدية أوتن | البيانات المناخية لـبلدية أوتن | البيانات المناخية لـبلدية أوتن | البيانات المناخية لـبلدية أوتن | البيانات المناخية لـبلدية أوتن | البيانات المناخية لـبلدية أوتن | البيانات المناخية لـبلدية أوتن | البيانات المناخية لـبلدية أوتن | البيانات المناخية لـبلدية أوتن | البيانات المناخية لـبلدية أوتن | البيانات المناخية لـبلدية أوتن |
| الشهر                             | يناير                          | فبراير                         | مارس                           | أبريل                          | مايو                           | يونيو                          | يوليو                          | أغسطس                          | سبتمبر                         | أكتوبر                         | نوفمبر                         | ديسمبر                         | المعدل السنوي                  |
| --------------------------------- | ------------------------------ | ------------------------------ | ------------------------------ | ------------------------------ | ------------------------------ | ------------------------------ | ------------------------------ | ------------------------------ | ------------------------------ | ------------------------------ | ------------------------------ | ------------------------------ | ------------------------------ |
| متوسط درجة الحرارة الكبرى °م (°ف) | 30 (86)                        | 31 (88)                        | 32 (90)                        | 34 (93)                        | 32 (90)                        | 30 (86)                        | 29 (84)                        | 29 (84)                        | 29 (84)                        | 29 (84)                        | 30 (86)                        | 30 (86)                        | 30 (87)                        |
| متوسط درجة الحرارة الصغرى °م (°ف) | 21 (70)                        | 21 (70)                        | 22 (72)                        | 23 (73)                        | 25 (77)                        | 25 (77)                        | 25 (77)                        | 24 (75)                        | 24 (75)                        | 24 (75)                        | 23 (73)                        | 22 (72)                        | 23 (74)                        |
| الهطول مم (إنش)                   | 19 (0.7)                       | 17 (0.7)                       | 26 (1.0)                       | 37 (1.5)                       | 119 (4.7)                      | 191 (7.5)                      | 258 (10.2)                     | 260 (10.2)                     | 248 (9.8)                      | 196 (7.7)                      | 97 (3.8)                       | 39 (1.5)                       | 1٬507 (59.3)                   |
| متوسط الأيام الممطرة              | 7.2                            | 5.2                            | 8.3                            | 11.9                           | 22.3                           | 26.5                           | 28.3                           | 28.2                           | 27.3                           | 26.4                           | 18.7                           | 11.8                           | 222.1                          |
| المصدر: Meteoblue                 |                                |                                |                                |                                |                                |                                |                                |                                |                                |                                |                                |                                |                                |

## روابط خارجية
- الموقع الرسمي
- Iloilo Travel Website
- Philippine Census Information
- Local Governance Performance Management System